# Utta Danella (serie televisiva)
Utta Danella è una serie TV trasmessa in Germania a partire dal 2000. È la trasposizione cinematografica dei romanzi di Utta Danella a partire dal romanzo Jovana. I protagonisti sono Gaby Dohm,  Günther Maria Halmer, Simone Hanselmann e Jens Atzorn. 

## Trama
La vedova Ruth Rosinger gestisce un albergo in Bavaria frequentato da numerosi artisti. Ad aiutarla vi è la nipote Marie, la cui madre Carla ha sempre dato priorità alla pittura e ai suoi ammiratori (come il professor d'arte Peter Brumfeld). Mentre il famoso fotografo Niklas Steinke arriva nell'albergo per una campagna pubblicitaria, Ruth spera che la nipote trovi marito prima che sia troppo tardi. Ben presto, Marie subisce il fascino di Niklas ma sente di non poter competere con la bellezza della modella Sandra.